# 게
게(crab)는 갑각류 십각목 가운데 단미하목(Brachyura)에 속하는 생물을 통틀어 이른다. 집게류(집게하목, Anomurans)를 포함시키기도 한다. 몸은 단단한 껍데기로 덮여 있으며 다리에 관절이 있다. 일반적으로 바다를 따라 얕은 물에서 산다. 전 세계에 약 5,000종이 있고, 한국에는 187종이 알려졌다.

## 설명
게는 일반적으로 주로 광물화된 키틴으로 구성된 두꺼운 외골격으로 덮여 있으며 한 쌍의 집게발로 무장되어 있다. 게의 크기는 너비가 몇 밀리미터인 완두콩 게부터 다리 길이가 최대 4m(13피트)에 달하는 일본 거미게까지 다양하다. 왕게와 자기게 등 비슷한 외양을 가진 다른 여러 갑각류 그룹은 진정한 게는 아니지만 게화(Carcinisation)라는 과정을 통해 실제 게와 유사한 특징을 진화시켰다.

## 명칭
‘게’는 《구급방언해》(1466)에서부터 ‘게’로 기록되어 있다. 《계림유사》(12세기)에도 “蟹曰慨”라고 기록되어 있다.

## 분류
- 해면치레절(Dromiacea)
  - 해면치레상과(Dromioidea)
  - 호몰로드로미아상과(Homolodromioidea)
  - 호몰라상과(Homoloidea)
- 닭게절(Raninoida)
  - 닭게상과(Raninoidea)
- 키클로도립페절(Cyclodorippoida)
  - 키클로도립페상과(Cyclodorippoidea)
- 에우브라키우라절(Eubrachyura)
  - 헤테로트레마타아절(Heterotremata)
    - 아이트라상과(Aethroidea)
    - 벨리아상과(Bellioidea)
    - 비토그라이아상과(Bythograeoidea)
    - 금게상과(Calappoidea)
    - 은행게상과(Cancroidea)
    - 붉은무늬부채게상과(Carpilioidea)
    - 털게상과(Cheiragonoidea)
    - 긴수염게상과(Corystoidea)
    - 다이라상과(Dairoidea)
    - 조개치레상과(Dorippoidea)
    - 에리피데스상과(Eriphioidea)
    - 게카르키누쿠스상과(Gecarcinucoidea)
    - 원숭이게상과(Goneplacoidea)
    - 헥사푸스상과(Hexapodoidea)
    - 밤게상과(Leucosioidea)
    - 물맞이게상과(Majoidea)
    - 범게상과(Orithyioidea)
    - 팔리쿠스상과(Palicoidea)
    - 자게상과(Parthenopoidea)
    - 애기털보부채게상과(Pilumnoidea)
    - 꽃게상과(Portunoidea)
    - 포타몬상과(Potamoidea)
    - 프세우도텔푸사상과(Pseudothelphusoidea)
    - 프세우도지우스상과(Pseudozioidea)
    - 레트로플루마상과(Retroplumoidea)
    - 산호게상과(Trapezioidea)
    - 트리코닥틸루스상과(Trichodactyloidea)
    - 부채게상과(Xanthoidea)

  - 토라코트레마타아절(Thoracotremata)
    - 크립토키루스상과(Cryptochiroidea)
    - 바위게상과(Grapsoidea)
    - 달랑게상과(Ocypodoidea)
    - 속살이게상과(Pinnotheroidea)

## 특징

### 형태
등딱지의 너비는 1 ~ 5cm이고, 보행다리는 긴 형과 짧은 형이 있다. 일반적으로 수컷이 크며, 머리와 가슴이 하나의 딱지로 덮여 있다. 딱지면은 부드럽고 광택이 있는 것도 있고 크고 작은 과립·돌기·가시·센털·깃꼴털 등으로 덮인 것 등 다양하다. 머리 부속지(附屬肢)는 제1·제2 더듬이, 큰턱, 제1·제2 작은턱이 있으며, 뒤의 세 쌍은 구기로서 입 안에 있다.
가슴 부속지는 제1~제3 턱다리, 집게다리, 제1~제4 보행다리이다. 턱다리는 구기(口器)에 포함되며, 특히 제3 턱다리는 음식물 유지에 중요한 작용을 한다. 집게다리는 먹이잡기·투쟁·방어 등에 이용되며 가동지(발가락마디)와 부동지(앞마디)에는 뾰족한 칼 모양 또는 삼각형의 이 또는 어금니 등 습성에 따라 여러 가지 형태로 발달했다.
보행다리는 단순한 막대 모양이며 집게다리는 일반적으로 수컷이 크고, 제2차 성징으로서 거대화하는 경우가 있다. 수컷의 배다리는 두 쌍인데 대부분의 종에서는 제1 배다리가 길어 교미기관이 되며, 제2 배다리는 대단히 짧아 보조기로 작용한다. 암컷의 배다리는 네 쌍이며, 모두 안다리와 바깥다리로 나뉜다.

### 성별 구분
게의 배를 보면 배가운데가 뾰족하면 수컷이고 둥글면 암컷이다.

## 생활
게는 담수 지역, 조간대, 얕은 바다, 수심 4,000 미터의 심해 그리고 온대에서 열대에 걸쳐 서식지가 넓다. 일반적으로 단독 생활을 하지만 간석지에 군생하는 종도 있으며, 구애 행동이 발달한 종도 있다. 대부분 자유 생활을 하며 속살이게류 등은 조개류를 비롯한 많은 동물에 붙어 생활한다.
게의 발생은, 노플리우스기를 알 속에서 보내고 조에아 유생으로 부화한다. 조에아 유생은 이마와 등에 가시가 각각 하나씩 있고, 좌우에도 하나씩 곁가시가 있다. 주광성을 나타내면서 턱다리의 유영털과 배의 움직임으로 활발하게 운동한다. 1개월 사이에 2 ~ 5회 탈피하여 게 모양의 메갈로파 유생이 되며, 다시 탈피하여 어린 게가 되어 저생 생활을 한다. 담수산인 냇물게류는 직접 발생하므로 유생기를 갖지 않는다. 게는 탈피를 하여야 성장이 이루어지는데, 성장해도 소형 종은 1년에 2·3회, 대형 종은 1회 정도 탈피한다. 또 사고로 잃은 부속지도 탈피 과정에서 재생한다.

## 종류
게는 크게 두 종류로 나뉘는데 단미하목(短尾下目, Brachyura)과 이미하목(異尾下目, Anomurans)이다. 산호초에 서식하는 어떤 종류는 먹으면 식중독 또는 디스토마에 걸릴 수 있다.
게는 많은 나라에서 음식으로서 인기가 있는데, 한국에서는 꽃게와 민꽃게, 영덕게(대게), 방게, 참게 등을 주로 먹는다. 게는 맛이 좋고 단백질이 풍부하며, 지방이 적어 담백하므로 사람들이 좋아하는 음식이다.

## 같이 보기
- 가재
- 꽃게
- 민꽃게
- 대게
- 방게
- 참게
- 십각목
- 새우
- 에우브라키우라

## 참고 문헌
- 이 문서에는 다음커뮤니케이션(현 카카오)에서 GFDL 또는 CC-SA 라이선스로 배포한 글로벌 세계대백과사전의 내용을 기초로 작성된 글이 포함되어 있습니다.